# Jean Maissant
Jean Maissant (né le 23 janvier 1926 à Gennevilliers et mort le 7 novembre 2020 au Chesnay) est un athlète français, spécialiste du lancer du disque.

## Biographie
Il est sacré champion de France du lancer du disque en 1951 et 1952.
Il participe aux Jeux olympiques d'été de 1952 et se classe 17e du concours du disque.

## Distinctions
- Chevalier de la Légion d'honneur (décret du 12 juillet 1996)[2]